# Premi Emmy 1962
La cerimonia dei Premi Emmy 1962, nota retroattivamente come 14ª edizione dei Primetime Emmy Awards (14th Primetime Emmy Awards), si è tenuta all'Hollywood Palladium a Los Angeles (California) il 22 maggio 1962.
La cerimonia fu presentata da Bob Newhart.
Per la prima volta, fu candidata un'attrice di una soap opera (Mary Stuart di Aspettando il domani) al premio come "Migliore attrice protagonista".

## Primetime Emmy Awards
Per le candidature, furono presi in considerazione i programmi trasmessi tra il 16 aprile 1961 e il 14 aprile 1962.

### Migliore serie televisiva drammatica
- La parola alla difesa (The Defenders)
- Alcoa Premiere
- Ben Casey
- The Dick Powell Show
- Hallmark Hall of Fame
- La città in controluce

### Migliore serie televisiva comica
- The Bob Newhart Show
- The Andy Griffith Show
- Car 54, Where Are You?
- Hazel
- The Rod Skelton Show

### Migliore attore protagonista in una serie drammatica
- E.G. Marshall – La parola alla difesa
- Paul Burke – Naked City
- Jackie Cooper – Hennesey
- Vince Edwards – Ben Casey
- George Maharis – Route 66

### Miglior attore protagonista in un singolo episodio di una serie televisiva
- Peter Falk – The Dick Powell Show | Episodio: The Price of Tomatoes
- James Donald – Hallmark Hall of Fame | Episodio: Victoria Regina
- Lee Marvin – Alcoa Premiere | Episodio: People Need People

### Migliore attrice protagonista
- Shirley Booth – Hazel
- Donna Reed – The Donna Reed Show
- Mary Stuart – Aspettando il domani (Search for Tomorrow)
- Cara Williams – Pete and Gladys

### Miglior attrice protagonista in un singolo episodio di una serie televisiva
- Julie Harris – Hallmark Hall of Fame | Episodio: Victoria Regina
- Geraldine Brooks – Bus Stop | Episodio: Call Back Yesterday
- Suzanne Pleshette – Il dottor Kildare (Dr. Kildare) | Episodio: Shining Image
- Inger Stevens – The Dick Powell Show | Episodio: The Price of Tomatoes
- Ethel Waters – Route 66 | Episodio: Goodnight, Sweet Blues

### Miglior attore non protagonista in una serie televisiva
- Don Knotts – The Andy Griffith Show
- Sam Jaffe – Ben Casey
- Barry Jones – Hallmark Hall of Fame | Episodio: Victoria Regina
- Horace McMahon – Naked City
- George C. Scott – Ben Casey | Episodio: I Remember a Lemon Tree

### Miglior attrice non protagonista in una serie televisiva
- Pamela Brown – Hallmark Hall of Fame | Episodio: Victoria Regina
- Jeanne Cooper – Ben Casey | Episodio: But Linda Only Smiled
- Colleen Dewhurst – Focus
- Joan Hackett – Ben Casey | Episodio: A Certain Time, A Certain Darkness
- Mary Wickes – The Gertrude Berg Show

### Migliore regia per una serie drammatica
- La parola alla difesa – Franklin J. Schaffner
- Alcoa Premiere – Alex Segal per l'episodio People Need People
- Il dottor Kildare – Buzz Kulik per l'episodio Shining Image
- Hallmark Hall of Fame – George Schaefer per l'episodio Victoria Regina
- Naked City – Arthur Hiller

### Migliore regia per una serie comica o commedia
- Car 54, Where Are You? – Nat Hiken
- The Dick Van Dyke Show – John Rich
- The Garry Moore Show – Dave Geisel
- Henry Fonda and the Family – Bud Yorkin
- The Red Skelton Show – Seymour Burns

### Migliore sceneggiatura per una serie drammatica
- La parola alla difesa – Reginald Rose
- Ai confini della realtà (The Twilight Zone) – Rod Serling
- Alcoa Premiere – Henry F. Greenberg per l'episodio People Need People
- Ben Casey – Jack Laird per l'episodio I Remember A Lemon Tree
- The Dick Powell Show – Richard Allan Simmons per l'episodio The Price of Tomatoes

### Migliore sceneggiatura per una serie comica o commedia
- The Dick Van Dyke Show – Carl Reiner
- The Bob Newhart Show – Roland Kibbee, Bob Newhart, Don Hinkley, Milt Rosen, Ernest Chambers, Dean Hargrove, Robert Kaufman, Norm Liebmann, Charles Sherman, Howard Snyder e Larry Siegel
- Car 54, Where Are You? – Nat Hiken, Tony Webster e Terry Ryan
- The Red Skelton Show – Ed Simmons, David O'Brien, Martin Ragaway, Arthur Phillips, Al Schwartz, Sherwood Schwartz e Red Skelton